# Elisabeth Hlavac
Elisabeth Hlavac (* 25. Februar 1952 in Wien) ist eine österreichische Politikerin (SPÖ). Von 1989 bis 2008 war sie – mit mehreren Unterbrechungen – Abgeordnete zum Österreichischen Nationalrat.

## Ausbildung und Beruf
Nach dem Besuch der Volksschule besuchte Hlavac von 1962 bis 1970 das Realgymnasium. Anschließend studierte sie Recht an der Universität Wien. Das Studium schloss sie im Jahr 1976 mit der Promotion zum Dr. iur. ab. Bereits seit 1975 arbeitete sie in der Parlamentsdirektion.

## Politische Ämter
Seit 1971 ist Hlavac ehrenamtlich in der SPÖ Wien/Döbling tätig. Von 1978 bis 1988 war sie Bezirksrätin im Wiener Bezirk Döbling, seit 1985 stellvertretende Bezirksvorsitzende und Bezirksfrauenvorsitzende der SPÖ Wien/Döbling. 1989 wurde Hlavac Mitglied des Landesparteivorstandes der SPÖ Wien sowie Mitglied des Bundesparteivorstandes. 1988 wurde sie stellvertretende Frauenvorsitzende der SPÖ Wien. Von 1998 bis 1999 war Hlavac stellvertretende Vorsitzende des SPÖ-Parlamentsklubs.
Am 9. April 1988 wurde Hlavac Abgeordnete zum Österreichischen Bundesrat. Dieses Amt bekleidete sie bis 1989, von 1994 bis 1996 und von 2003 bis 2004. Im Jahr 1989 wurde sie erstmals als Abgeordnete zum Österreichischen Nationalrat in ihrem Wahlbezirk Wien gewählt. Dieses Mandat hatte sie bis 1994 inne. Von 1996 bis 1999 und von 2000 bis 2002 war Hlavac ebenfalls Abgeordnete zum Nationalrat. Diesem gehörte sie vom 6. Juli 2004 bis zum 27. Oktober 2008 wieder an. Sie war Integrationssprecherin der SPÖ im Nationalrat. Ihre fachlichen Schwerpunkte sind Integration, Frauen und Gleichbehandlung, Beziehungen zu den Staaten Mittel- und Osteuropas sowie Gesundheit und Kultur.
Von Jänner 1995 bis November 1996 war Hlavac Abgeordnete zum Europäischen Parlament und gehörte der Fraktion der Sozialdemokratischen Partei Europas an. Dort gehörte sie dem Ausschuss für Recht und Bürgerrechte, dem Ausschuss für auswärtige Angelegenheiten, Sicherheit und Verteidigungspolitik sowie dem Ausschuss für Grundfreiheiten und innere Angelegenheiten an.

## Ehrungen
Hlavac wurde 1998 mit dem Großen Goldenen Ehrenzeichen für Verdienste um die Republik Österreich ausgezeichnet.